# Macrozygona microtoma
Macrozygona microtoma är en fjärilsart som beskrevs av Oswald Beltram Lower 1903. Macrozygona microtoma ingår i släktet Macrozygona och familjen plattmalar. Inga underarter finns listade i Catalogue of Life.